# Відкритий чемпіонат Швейцарії 1930
Відкритий чемпіонат Швейцарії 1930 — 15-й відкритий чемпіонат Швейцарії з хокею, чемпіоном став «Давос».

## Схід
- 20 січня 1930 року «Академікер Цюрих» — Ліцей Цуоц 2:1

### Фінал Сходу
- «Давос» — «Академікер Цюрих» 14:1

## Захід
20 січня 1930 року, Шато де-Окс.
- «Розей» (Гштаад) — Ліцей Жаккар 8:1
- «Шато де-Окс» — «Стар Лозанна» 2:0

### Фінал Заходу
- «Розей» (Гштаад) — «Шато де-Окс» 1:0

## Фінал
- «Давос» — «Розей» (Гштаад) 4:1